# طب الأسنان

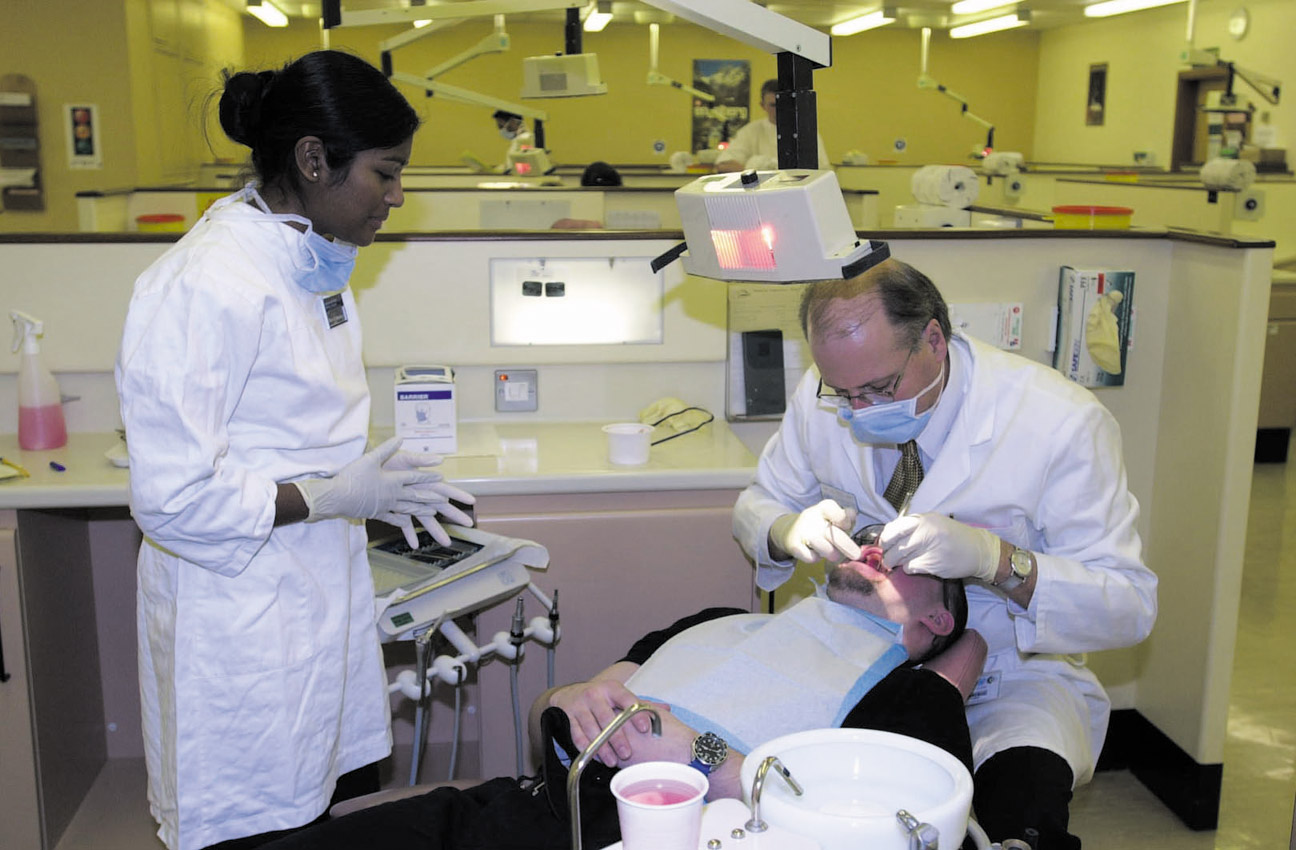
طبيب أسنان يعالج مريضا

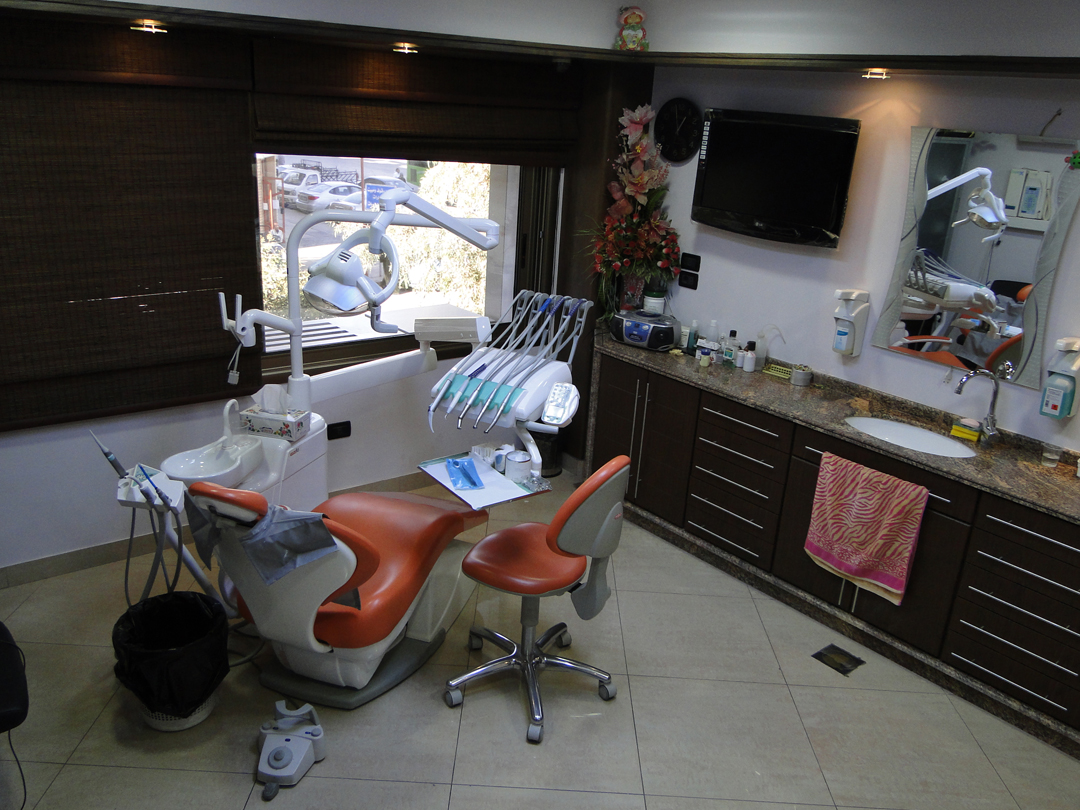
عيادة أسنان

طب الأسنان المعروف أيضًا باسم طب الفم، هو فرع من فروع الطب يتكون من دراسة وتشخيص ووقاية وعلاج أمراض واضطرابات وحالات تجويف الفم، عادةً في الأسنان (تطور وترتيب الأسنان) وكذلك الغشاء المخاطي الفموي والتركيبات والأنسجة المجاورة والمرتبطة بها، خاصة في منطقة الوجه والفكين. يشمل مجال طب الأسنان بالإضافة إلى جوانب أخرى من المركب القحفي الوجهي بما في ذلك المفصل الصدغي الفكي وغيرها من الهياكل الداعمة والعضلية والليمفاوية والعصبية والأوعية الدموية والتشريحية. يسمى الممارس طبيب أسنان.
غالبًا ما يُفهم أن طب الأسنان يشمل التخصص الطبي البائد إلى حد كبير في طب الفم (دراسة الفم واضطراباته وأمراضه) ولهذا السبب يتم استخدام المصطلحين بالتبادل في مناطق معينة. على سبيل المثال، في أستراليا، يعتبر طب الفم تخصصًا في طب الأسنان. ومع ذلك، قد تتطلب بعض التخصصات مثل جراحة الفم والفك العلوي والوجه (إعادة بناء الوجه) درجات في الطب والأسنان لتحقيقها. تم اعتبار طب الأسنان وبعض فروع الطب في التاريخ الأوروبي نابعًا من تجارة جراحي الحلاقة. ومع ذلك، فقد تطور كلا المجالين منذ ذلك الحين مع التركيز بشكل أكبر في علوم الحياة، والبحوث القائمة على الأدلة والممارسة القائمة على الأدلة.
يتم إجراء علاجات الأسنان من قبل فريق طب الأسنان، والذي غالبًا ما يتكون من طبيب أسنان ومعاونين أسنان (مساعدي طبيب الأسنان واختصاصيي صحة الأسنان وفنيي الأسنان بالإضافة إلى معالجين أسنان). يعمل معظم أطباء الأسنان إما في عيادات خاصة (الرعاية الصحية الأولية) أو مستشفيات أسنان أو مؤسسات (رعاية ثانوية) (سجون وقواعد للقوات المسلحة، إلخ).
يعد تاريخ طب الأسنان قديمًا قدم تاريخ البشرية والحضارة، ويرجع تاريخ أقدم دليل إلى ما بين 7000 قبل الميلاد و5500 قبل الميلاد. تظهر بقايا الهياكل العظمية من مهرغاره (الآن في باكستان) المؤرخة إلى ذلك الوقت دليلاً على حفر الأسنان بأدوات الصوان لإزالة التسوس، وهي طريقة وجدت أنها «فعالة بشكل مدهش». يُعتقد أن طب الأسنان كان أول تخصص في الطب الذي طور درجته المعتمدة مع تخصصاته الخاصة. تدعو الحركة الحديثة لطب الأسنان القائم على الأدلة إلى استخدام الأبحاث والأدلة العلمية عالية الجودة لتوجيه عملية اتخاذ القرار مثل الحفاظ على الأسنان يدويًا، واستخدام معالجة المياه بالفلوريد ومعجون الأسنان بالفلوريد، والتعامل مع أمراض الفم مثل تسوس الأسنان وداء دواعم السن، وكذلك الأمراض المنتظمة مثل هشاشة العظام والسكري وأمراض الاضطرابات الهضمية والسرطان وفيروس نقص المناعة البشرية/الإيدز والتي يمكن أن تؤثر أيضًا على تجويف الفم.
تشمل الممارسات الأخرى ذات الصلة بطب الأسنان المسند بالأدلة، تصوير الفم بالأشعة لفحص تشوه الأسنان أو التهابات الفم، وأمراض الدم (دراسة الدم) لتجنب مضاعفات النزيف أثناء جراحة الأسنان، وأمراض القلب (بسبب المضاعفات الخطيرة المختلفة الناتجة عن جراحة الأسنان لمرضى القلب)، إلخ.

## المصطلح
يأتي مصطلح طب الأسنان من طبيب الأسنان، وهو مشتق من الكلمة الفرنسية واللاتينية للأسنان. كما يطلق مصطلح علم الأسنان وأمراضها على الدراسات العلمية المتعلقة بالأسنان (باليونانية القديمة: ὀδούς, رومنة: odoús, lit. 'tooth') بمعنى سن، وهو دراسة بنية الأسنان وتطورها وتشوهاتها.

## معالجة سنية
عادة ما يشمل طب الأسنان إجراءات متعلقة بتجويف الفم. كما تعتبر أمراض الفم وفقاً لمنظمة الصحة العالمية، من المشاكل الصحية العامة الرئيسية الشائعة نظراً لانتشارها الواسع حول العالم والإصابات الكثيرة بها.
تُجرى معظم المعالجات السنية للوقاية من أو لمعالجة المرضين الفمويين الأكثر شيوعاً وهما النخور السنية (تسوس الأسنان) وأمراض النسج الداعمة (أمراض اللثة وتقيح دواعم السن). المعالجات الشائعة تتضمن ترميم الأسنان، القلع والقلع الجراحي، وإزالة الرواسب الجيرية ووتقشير وكشط الجذر وتنظيف الجيوب اللثوية وعلاج قناة الجذر اللبية، وطب الأسنان التجميلي.
مدة دراسة طب الأسنان عادة لا تقل عن 4 سنوات وتختلف المدة حسب الدولة والنظام التعليمي، مثلا يجتاز جميع أطباء الأسنان في الولايات المتحدة الأمريكية ثلاث سنوات على الأقل من الدراسة الجامعية وتقريبا ما ينجح جميعهم بنيل شهادة البكلوريوس. هذا التحصيل العلمي يتبع بأربع سنوات دراسية في كلية طب الأسنان لتأهيله كطبيب في جراحة الأسنان "Doctor of Dental Surgery" (DDS) أو طبيب في طب الأسنان "Doctor of Dental Medicine" (DMD). أما في الجامعات المصرية، مدة الدراسة تكون عبارة عن 5 سنوات، بالإضافة الي سنة سادسة وهي سنة الأمتياز حيث يقوم الطبيب بالمرور علي جميع أقسام طب الأسنان لممارسة أكبر عدد من الحالات. يمكنهم بالاعتماد على طبيعة تدريبهم العام إنجاز معظم المعالجات السنية كالمعالجات الترميمية (الترميمات والتيجان والجسور) المعالجات التعويضية (الأجهزة المتحركة) والمعالجات اللبية ومعالجات النسج الداعمة (اللثة) وخلع الأسنان وإجراء الفحوصات والصور الشعاعية (x-rays) والتشخيص. يمكن لأطباء الأسنان أيضاً وصف أدوية كالمضادات الحيوية أو المسكنات أو أي أدوية أخرى تستخدم في تدبير المريض.
هناك تخصصات في طب الأسنان مثل طب الأسنان الترميمي والتركيبات الثابتة والمتحركة والجراحة الفموية والوجهية الفكية وطب الفم وأمراض اللثة وطب أسنان الأطفال والتقويم وطب الأسنان الإشعاعي.
كما يشجع أطباء الأسنان أيضاً على الوقاية من أمراض الفم من خلال صحة فموية مضبوطة وكشوفات طبية منتظمة مرتين سنويًا من أجل التقييم والتنظيف الاحترافي. قد تؤثر الالتهابات والأمراض المعدية الفموية على الصحة العامة للفرد كما يمكن تظهر بعض العلامات في جوف الفم والتي تكون دليلية لأمراض جهازية مثل مرض تخلخل العظم، السكري، أمراض الجهاز الهضمي أو السرطان.
و قد أظهرت العديد من الدراسات أيضا ارتباط أمراض اللثة بالخطورة العالية للإصابة بالسكري، أمراض القلب والولادة المبكرة. يُعبّر عن المفهوم الدال على إمكانية تأثير الصحة الفموية على الصحة الجهازية والأمراض ب الصحة الفموية الجهازية "oral-systemic health".

## التعليم والترخيص
أنشأ الدكتور جون.م.هاريس أول مدرسة لطب الأسنان في العالم في Bainbridge, Ohio وقد ساهم في تأسيس طب الأسنان كمهنة صحية. تم افتتاح المدرسة في 21 فبراير 1828 وهي اليوم متحف سني.
أول كلية لطب الأسنان كلية بالتيمور لجراحة الأسنان Baltimor College of Dental Surgery في Baltimore, Maryland,Us  بالتيمور، ماريلاند في الولايات المتحدة الأمريكية عام 1840. والكلية الثانية لطب الأسنان في الولايات المتحدة الأمريكية كانت كلية فيلادلفيا لجراحة الأسنان Philadelphia College of Dental Surgery والتي تم تأسيسها عام 1852. وفي عام 1907 قبلت جامعة تمبل Templ University مناقصة مالية لدمج الكلية.
أظهرت الدراسات أن أطباء الأسنان الذين تخرجوا من بلدان مختلفة وحتى من كليات طب أسنان مختلفة في نفس البلد قد يتخذون قرارات سريرية مختلفة لنفس الحالة السريرية.
في المملكة المتحدة البريطانية حدّد قانون أطباء الأسنان البريطاني 1878 وسجل أطباء الأسنان 1879 منح لقب طبيب الأسنان وجراح الأسنان للممارسين المؤهلين والمسجلين فقط ولكن يمكن لغيرهم وصف أنفسهم بشكل قانوني كخبراء سنيين أو مستشارين سنيين. وقد أصبحت ممارسة طب الأسنان في المملكة المتحدة البريطانية منظمة بشكل كامل بفضل قانون أطباء الأسنان 1921 الذي فرض تسجيل عضوية أي شخص يمارس طب الأسنان. لعبت نقابة أطباء الأسنان البريطانية التي تشكلت عام 1880 برئاسة السيد جون تومز Sir John Toms، دوراً كبيراً في مقاضاة أطباء الأسنان الذين يمارسون المهنة بشكل غير شرعي. أطباء الأسنان في المملكة المتحدة البريطانية منظمون الآن من قبل المجلس السني العام General Dental Council  .
في كوريا، تايوان، اليابان، فنلندا، السويد، البرازيل، تشيلي، الولايات المتحدة الأمريكية وكندا يعتبر طبيب الأسنان مختص بالرعاية الصحية ومؤهلاً لممارسة طب الأسنان بعد التخرج بشهادة طبيب في جراحة الأسنان DDS Doctor in Dental Surgery أو طبيب في طب الأسنان DMD Doctor of Dental Medicine وهذه الشهادات تعادل درجة الإجازة في جراحة الأسنان Bachelor of Dental Surgery/Baccalaureus Dentalis Chirurgiae (BDS,BDent,BChD,BDSc) الممنوحة في المملكة المتحدة البريطانية وبلدان رابطة الشعوب البريطانية. في معظم البلدان، ليصبح المرء طبيب أسنان مؤهل عليه عادة أن يتم على الأقل أربع سنوات من الدراسة الجامعية وضمن دول الاتحاد الأوروبي تكون مدة التعليم خمس سنوات على الأقل. ويتم أطباء الأسنان عادة بين خمس إلى ثماني سنوات من التعليم الجامعي والتدريب الجامعي وما بعد الجامعي قبل ممارسة المهنة. يختار معظم أطباء الأسنان إنجاز معاودة أو إقامة على الرغم من عدم إلزاميتها وذلك للتركيز على مجال معين من الرعاية السنية بعد حصولهم على الإجازة في طب الأسنان.

## الاختصاصات
يجري بعض أطباء الأسنان تدريباً إضافياً بعد نيل شهادتهم الأولى بغرض التخصص. تختلف الاختصاصات المتعارف عليها من قبل هيئات التسجيل السنية من مكان لآخر وحسب البلدان والجامعات. أمثلة عن الاختصاصات:
- الصحة السنية العامة: وتتضمن دراسة الوبائيات والسياسات الصحية الاجتماعية المتعلقة بصحة الفم.
- طب الأسنان الوقائي
- طب الفم: التقييم السريري والتشخيص لأمراض مخاطية الفم.
- أمراض الفم
- أنسجة الفم والأسنان
- طب الأسنان التحفظي (المداواة المحافظة والمداواة اللبية في طب الأسنان): فن وعلم إعادة شكل السن ووظيفته بعد تدميره من قبل الآفات النخرية وغير النخرية. يتم استخدام مصطلح المداواة المحافظة في حال لم تتضمن المعالجة التداخل على اللب السني أو الأقنية الجذرية.
- طب لب الأسنان
- المادة السنية وهي دراسة كل المواد المتعلقة بالأسنان كمواد الحشو أوً الطوابع وغيره
- تشريح الأسنان
- طب الأسنان الشرعي: حيث يستهدف هذا التخصص جمع واستخدام الأدلة السنية في القانون. يمكن لهذا الأمر أن يتم من قبل أي طبيب أسنان ذو خبرة وتدريب في هذا المجال. وظيفة طبيب الأسنان الشرعي الأساسية التوثيق والتأكد من الهويات.
- طب أسنان المسنين: تقديم العناية السنية لكبار السن بما في ذلك تشخيص والوقاية من ومعالجة المشاكل المتعلقة بالتقدم بالسن والأمراض المتعلقة بالعمر ضمن فريق متعدد الاختصاصات من ممارسي العناية الصحية.
- جراحة االفم
- جراحة الوجه و الفكين
- علم الأشعة الفموية والوجهية الفكية: دراسة التفسير الشعاعي للأمراض الفموية والوجهية الفكية.
- علم أحياء الفم: البحث في علم الأحياء السني والقحفي الوجهي.
- علم زراعة الأسنان: فن وعلم استبدال الأسنان المقلوعة بالزرعات السنية.
- تقويم الأسنان: تقويم ورصف الأسنان وتعديل نمو الوجه الأوسط والفك السفلي.
- طب أسنان الأطفال
- أمراض اللثة
- طب الأسنان التعويضي التعويضات السنية: وتشمل الجسور الثابتة والزرعات والتعويض فوق الزرعات والأجهزة السنية الطقوم المتحركة الكاملة أو الجزئية

بعض أخصائيي التعويضات يعمقون تدريبهم بالتعويضات الفموية والوجهية الفكية وهو المنهج الدراسي المتعلق بتعويض واستبدال البنى الوجهية المفقودة مثل الأذنين أو العينين الأنف وغيرها.
- طب الأسنان لذوي الاحتياجات الخاصة أو طب أسنان الرعاية الخاصة: طب الأسنان للأشخاص ذوي الإعاقات التطورية أو المكتسبة.
- طب الأسنان البيطري وهو اختصاص من الطب البيطري – وجانب من طب الأسنان المهتم بالعناية بالحيوان.

## تاريخ طب الأسنان
كانت نسبة النخر السني منخفضة في مجتمعات ما قبل الزراعة، لكن النمو في المجتمعات الزراعية منذ حوالي 10,000 سنة أدى لزيادة في النخر السني.
أقدم ممارسة مسجلة لطب الأسنان عمرها بين 13,820 و 14,160 سنة وُجدت في إيطاليا لسن تم تنظيفه بواسطة أحجار الصوان. رغم وجود دراسة في عام 2017 تشير إلى أن الإنسان البدائي (نياندرتال) قد استخدم أدوات طب أسنان بدائية. أيضا تم العثور على أدلة تثبت ممارسة طب الأسنان في حضارة بلاد السند قبل الميلاد بـ 7000 سنة. وجد باحثون مكانًا في (مهرغاره) يُعتقد أنه كان مخصص لعلاج أمراض الأسنان بواسطة أدوات بدائية كأقواس الحفر، ويبدو أن ذلك يتم من قِبل حرفيين مهرة. تمت محاكاة هذه الأدوات القديمة التي استُخدمت في العصور القديمة واتضح أنها كانت أدوات فعالة ومناسبة. أقدم عملية حشو أسنان تعود لـ 6500 سنة في سلوفينيا وتم استخدام شمع العسل فيها. تم إثبات ممارسة طب الأسنان في مالطا في عصور ما قبل التاريخ من خلال جمجمة تعود إلى 2500 قبل الميلاد كان قد تم تجريف خراج لجذر سن فيها.
وصف نص سومري يعود ل 5000 سنة قبل الميلاد (دودة الفم) بأنها سبب لتسوس الأسنان. كما عثر على أدلة تصادق على هذا الاعتقاد في كل من: التاريخ المصري، والهندي، والصيني، والياباني.ذكرت أسطورة دودة الفم في كتابات هوميروس. وفي أواخر القرن الرابع عشر صادق الجراح (Guy de Chauliac) على اعتقاد أن الدود من مسببات تسوس الأسنان.
وتنتشر وصفات علاج آلام الأسنان والتهاباتها في برديات اللاهون، وبردية إيبرس، وبردية بروغش، وبردية هورست في مصر القديمة. في بردية إدوين سميث المكتوبة في القرن السابع عشر قبل الميلاد ولكن يُعتقد أنها تعكس تجارب تعود لـ 3 آلاف سنة قبل الميلاد تمت مناقشة طرق علاجية لكسور الفك. في القرن الثامن عشر قبل الميلاد أشارت شريعة حمورابي -دستور قوانين في عهد سادس ملوك مملكة بابل القديمة- لعملية قلع الأسنان مرتين في سياق العقوبات. كما كشفت فحوصات لبقايا المصريين القدماء والرومان اليونانيين عن محاولاتهم في مجال التعويضات السنية. هناك احتمالية أن يكون هذا النوع من المحاولات كان يُطبق على المتوفين ليظهروا بشكل أفضل.
كتب عدة علماء يونانيون كـأبقراط، وأرسطو عن طب الأسنان. كذكرهم لطريقة بزوغ الأسنان وعلاج تسوساتها، وقلع الأسنان بوساطة كلابات وربط الأسنان ببعضها باستخدام أسلاك لتثبيت الأسنان المقلقلة، كما ذكروا أمراض اللثة وكسور الفكين. يُرجع البعض أول استخدام للأجهزة السنية والجسور السنية لـ الأتروريين (من سكان إيطاليا) وذلك قبل الميلاد بـ 700 سنة. في مصر القديمة كان (حسي رع) هو أول من تمت تسميته بـ «طبيب أسنان» في التاريخ. عرف المصريون ربط الأسنان ببعضها بواسطة أسلاك الذهب. كتب الكاتب الطبي الروماني (كورنيليوس سيلسوس) بشكل موسّع عن أمراض الأسنان وعلاجاتها، ككتابته عن التخدير والقابضات الوعائية. وُثقت أول عملية حشو للأسنان بالأملغم السني بنص طبي للسلالة الحاكمة للصين المسماة (تانغ) مكتوب بواسطة الطبيب الصيني (سو كونغ) في 659م وتم عرضها في ألمانيا سنة 1528م.
ومن العلماء المسلمين نذكر (أبو بكر الرازي) (932م)الذي تحدث عن تشريح الفكين والاسنان بالتفصيل وكذلك الجراح الكبير أبو القاسم الزهراوي الذي صمم ورسم العديد من الادوات الجراحية التي تقارب بدقتها الأدوات الحالية، وتحدث ابن سينا في كتابه المشهور القانون في الطب Canon عن معالجة الكسور الفكية وضرورة تجبير قطع الكسر في وضعها الصحيح والاستدلال على ذلك بإطباق الأسنان في مكانها من القوس السنية. ثم جاء أبو القاسم الزهراوي فكتب كتاب التصريف وتحدث عن جراحة الأسنان فشرح وصور مقاشط تنظيف الأسنان من القلح كما شرح وصوّر كلاليب (جمع كلابة) لقلع الأسنان وذكر عملية صنع الجسور لتثبيت الأسنان الضعيفة، وذكر أيضاً عملية نشر الأسنان وتشبيك الأضراس والأسنان بخيوط من الذهب والفضة وأوجد آلات لقطع اللحم الزائد من اللثة، وذكر الاختلاطات الناجمة عن أمراض الأسنان وأتى على ذكر النواسير الفموية المرتبطة بأمراض الأسنان وآفاتها وكان يوصي بكي النواسير بمكاوي ذات رؤوس تتناسب سعتها مع سعة لمعة الناسور وكتب عن المخل كأداة لقلع الأسنان وحذر من ترك الجذور وتحدث عن كسور الفكين وخلع المفصل الفكي وشفة الأرنب والورم الضفدعي
تاريخياً، تم استعمال قلع الأسنان كعلاج لبعض أمراضها. في العصور الوسطى، ولم يكن طب الأسنان مهنة مستقلة خلال القرن التاسع عشر بل كان يمارَس من قِبل الأطباء العامين والحلاقين. واقتصر دور الحلاقين على عمليات قلع الأسنان لتخفيف الآلام الناجمة عن التهاب السن المزمن. الأدوات المستعملة في قلع الأسنان هي امتداد لآلات تم استعمالها في قرون سابقة. في القرن الرابع عشر اخترع (Guy de Chauliac) آلة تشبه منقار طائر البجع لقلع الأسنان وتم استعمال هذه الآلة حتى أواخر القرن الثامن عشر. ثم تم استبدالها بما يسمى (مفتاح الأسنان). وفي القرن العشرين تم استبدالها بالكلابة الحديثة.
أول كتاب ركّز على طب الأسنان فقط هو كتاب "Artzney Buchlein" والذي كُتب في 1530م.أما أول كتاب طب أسنان مكتوب بالإنجليزية فكان بعنوان "Operator for the Teeth" (حرفياً: المعالج للأسنان) كتبه تشارلز ألين في 1685م.
في المملكة المتحدة لم تكن هناك مؤهلات محددة لمن يربد تقديم معالجة أسنان حتى 1859م. في 1921 تم وضع التدريب والإلمام بالمجال شرطاً لمزاولتها. أصدرت المنظمة الصحية للهيئة الملكية البريطانية في عام 1979 تقريراً يفيد بأن أطباء الأسنان المسجلين لكل 10,000 نسمة بلغوا أكثر من ضعف عددهم في عام 1921.

### طب الأسنان الحديث
نشأ طب الأسنان الحديث بين عامي 1650 و1800. سمي الطبيب الفرنسي بيير فوشارد بأبي طب الأسنان الحديث فقد كان جراحاً ماهراً استطاع -رغم محدودية الأدوات الجراحية البدائية في أواخر القرن ال17 وأوائل القرن ال18- تطوير الأدوات السنية بشكل ملحوظ وذلك من خلال التعديل على أدوات صانعي الساعات وصائغي المجوهرات وحتى الحلاقين التي اعتُقِدَ بأنها تنفع في طب الأسنان. أدخل الحشوات السنية كعلاج للحفر السنية. كما أكد على أن الحموض المشتقة من السكريات مثل حمض الطرطريك هي المسؤولة عن النخر السني وأشار إلى أن الأورام المحيطة بالأسنان واللثة قد تظهر في مراحل متأخرة من النخر السني.

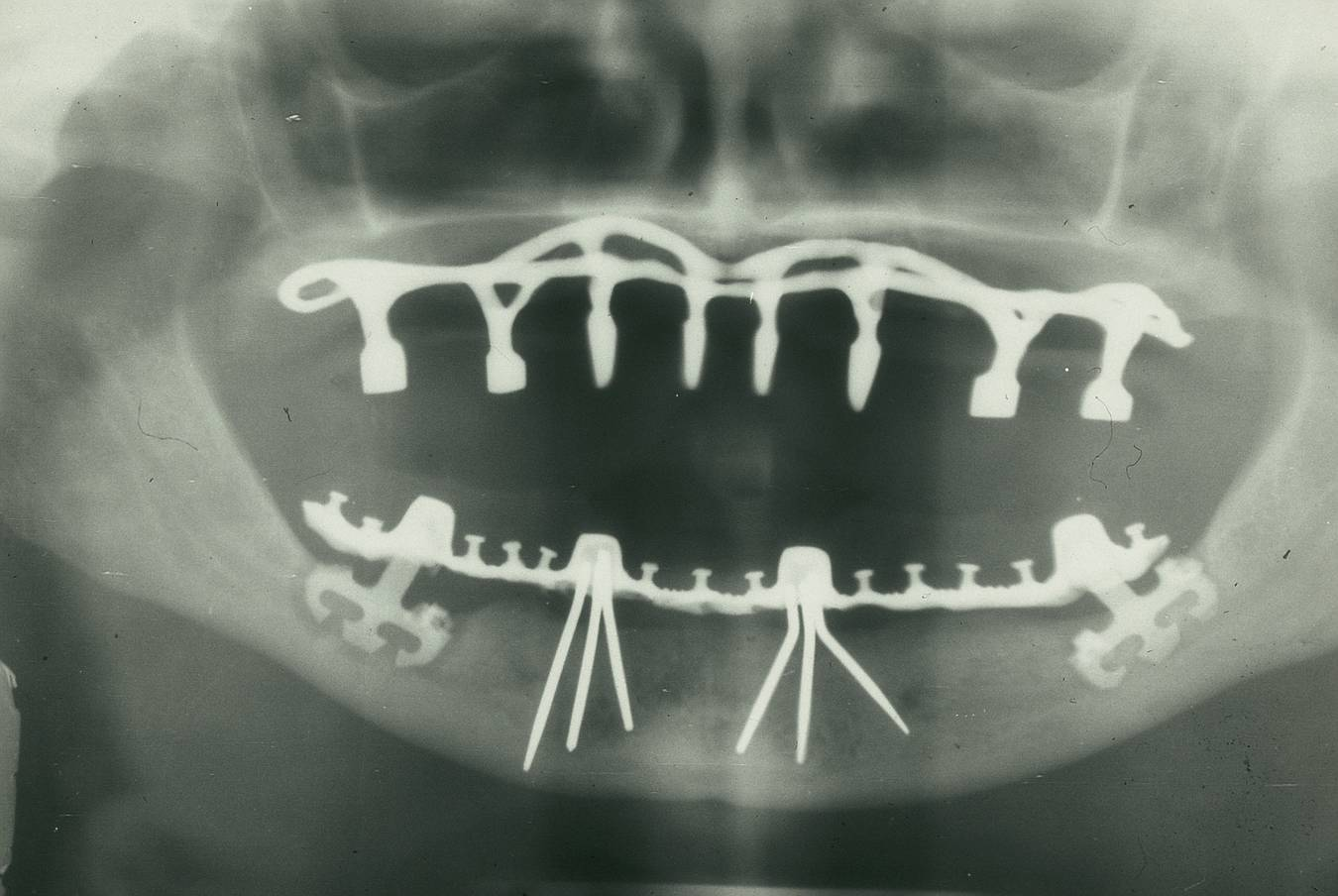
صورة بانوراما لزرعة أسنان تاريخية

كان فوشارد رائد التعويضات السنية، وقد أبتكر العديد من الطرق للتعويض عن الأسنان المفقودة. وقال بأن الأسنان البديلة يمكن صنعها من كتل من العاج أو العظم. أدخل فوشارد الحاصرات السنية -وعلى الرغم من أنها كانت من الذهب- إلا أنه اكتشف أنه يمكن تصحيح توضع الأسنان على اعتبار أن الأسنان تتبع شكل الأسلاك. وثبّت الحاصرات باستخدام خيوط مشمعة من الكتان أو الحرير. تكمن إسهامات فوشارد في علوم طب الأسنان بكتابه المنشور عام 1728 بعنوان طبيب الأسنان الجراح وقد تضمن النص الفرنسي تشريح الفم ووظائفه والبنى السنية وتقنيات مختلفة للمداواة وجراحة الأسنان وفصل في هذا الكتاب بشكل عملي بين طب الأسنان والجراحة بمفهومها العام.
توسعت دراسة طب الأسنان بشكل سريع من بعد فوشارد. وألف الجراح البريطاني جون هنتر كتابين هامين هما التاريخ الطبيعي لأسنان البشر 1771) و (دراسة عملية لأمراض الفم 1778). وبدأ ينظّر لإمكانية نقل الأسنان من شخص لآخر، وقال بأن احتمالات نجاح عملية نقل الأسنان ترتفع عندما يُنقَل السن بأسرع ما يمكن وأن يتوافق بالحجم مع الشخص المستقبل. هذه المبادئ لا تزال تستخدم في عمليات نقل الأعضاء الداخلية. وأجرى هنتر بالفعل العديد من العمليات الرائدة حاول فيها نقل الأسنان من شخص لآخر. وعلى الرغم أن الأسنان المتبرع بها لم تلتصق جيداً بلثة الشخص المستقبل إلا أن أحد مرضى هنتر قال بأن 3 من الأسنان التي نقلها له هنتر صمدت ل 6 سنوات وهو ما يعتبر إنجازاً هاماً في تلك الفترة.
التقدم الهائل في طب الأسنان كان في القرن التاسع عشر عندما تحول طب الأسنان من تجارة إلى مهنة. وخضعت مهنة طب الأسنان إلى قوانين تنظيمية حكومية في نهاية القرن التاسع عشر فتم تمرير مرسوم طب الأسنان في بريطانيا مثلاً عام 1878 وتأسست الجمعية البريطانية لطب الأسنان في 1879 وفي نفس السنة انتخب فرنسيس برودي ايملاش لرئاسة الكلية الملكية للجراحين وبذلك كان أول طبيب أسنان على الإطلاق يصل لهذا المنصب واضعاً بذلك طب الأسنان على قدم المساواة مع الجراحة السريرية.

#### مخاطر ممارسة طب الأسنان الحديث
تتضمن مهنة طب الأسنان العديد من المخاطر الصحية لكل من طبيب الأسنان والمساعد السني والممرض وفني الأشعة حيث تشمل هذه المخاطر:
1.الاضطرابات العضلية الهيكلية وذلك بسبب الوضعيات غير السليمة التي يضطر طبيب الأسنان لاتخاذها أثناء المعالجة مما يؤذي الهيكل العظمي والعضلات على المدى البعيد
2.الإصابة بالعدوى من المرضى
3.مخاطر بيئة العيادة السنية من ضوضاء وإضاءة صنعية وضغوط نفسية واجتماعية ومواد سنية يمكن للممارس السني ملامستها أو استنشاقها مما يؤدي إلى تحسس أو تسمم أحياناً